# Chlorocypha cancellata
Chlorocypha cancellata é uma espécie de libelinha da família Chlorocyphidae.
Pode ser encontrada nos seguintes países: Camarões, República do Congo, República Democrática do Congo, Guiné Equatorial, Gabão, Guiné, Nigéria e Uganda.
Os seus habitats naturais são: florestas subtropicais ou tropicais húmidas de baixa altitude e rios.